# Mount Hurd
Mount Hurd är ett berg i Kanada.   Det ligger i provinsen British Columbia, i den centrala delen av landet, 3 000 km väster om huvudstaden Ottawa. Toppen på Mount Hurd är 2 966 meter över havet, eller 321 meter över den omgivande terrängen. Bredden vid basen är 1,5 km.
Terrängen runt Mount Hurd är huvudsakligen bergig. Trakten runt Mount Hurd är nära nog obefolkad, med mindre än två invånare per kvadratkilometer.. 
I omgivningarna runt Mount Hurd växer i huvudsak barrskog.